# Charles Louis Contejean
Charles Louis Contejean (Montbéliard, 15 septembre 1824 - Paris, 13 février 1907) est un naturaliste français.

## Charles Contejean en quelques dates
Né à Montbéliard le 15 septembre 1824, Charles Louis Contejean est baptisé le 3 octobre au temple Saint-Martin de Montbéliard par le pasteur Scharffenstein. Sa famille habite rue du Pont du Moulin.
Son père Charles Louis Contejean (1795-1842) est ferblantier de son état, et sa mère Marie-Catherine est une fille Retté (1798-1860). Charles a deux jeunes frères : Frédéric-Eugène (Montbéliard 15 janvier 1826 – Voujeaucourt 7 mai 1877) et Georges Auguste (Montbéliard 26 mars 1835 - Lons-le-Saunier 6 avril 1922). Le 1er novembre 1833, Ch. Contejean, âgé de 9 ans, est scolarisé à l’école élémentaire française intégrée au collège de Montbéliard. Au cours de ses huit années d’école, Contejean est un élève moyen, voire parfois mauvais selon les disciplines. Seuls le latin et la chimie trouvent grâce à ses yeux. Il est nommé bachelier en Lettres en août 1841.
En 1844, il tente un diplôme d’études supérieures à Saint-Pétersbourg, en Russie, tout en étant précepteur. Il rentre à Montbéliard en 1846, où il trouve un emploi de commis à la Sous-Préfecture. En 1847, Contejean part une première fois pour Paris où il trouve du travail dans une usine de chimie, qu’il ne garde que quelques mois. En effet, en février 1848, il prend une part active à la Révolution et aurait été renvoyé au pays… En 1852, Contejean est un des pères fondateurs de la Société d’émulation de Montbéliard (SEM), tout en étant le premier conservateur du Musée. En 1853 à Montbéliard, il obtient à 29 ans un second bac, es-sciences. Cela lui ouvre les portes de la Faculté de Besançon. Il y obtient sa licence et passe brillamment sa thèse de géologie en 1859. Il est docteur es-sciences.
Depuis février 1860 et jusqu’en septembre 1862, Contejean est préparateur en géologie au Muséum national d'histoire naturelle de Paris, qu’il quitte pour un poste de professeur de physique au Lycée impérial d’Angers. Cette étape est très courte : 23 jours très exactement. Il se retrouve ensuite à Toulouse d’octobre 1862 à mars 1864, où il est chargé des cours de physique et de chimie au Lycée impérial, puis se rend à Clermont-Ferrand, où il est nommé professeur suppléant de la chaire d’Histoire naturelle à la Faculté des Sciences pendant sept mois.
En 1865, Contejean déménage et se rend à Poitiers où il obtient un poste de professeur de géologie à la Faculté des Sciences. Il y restera jusqu'à sa retraite en 1890. C’est bien évidemment la période la plus riche d’un point de vue scientifique. Il aborde la classification des mammifères et publie, en 1874, Éléments de géologie et de paléontologie (750 pages) . Ces travaux généraux ne l’empêchent pas de continuer ses études sur le climat et sur la botanique du pays de Montbéliard. Enfin en 1876, il écrit le Glossaire du patois de Montbéliard. Le 14 juillet 1880, il est nommé chevalier de la Légion d’honneur. Il se marie le 25 août 1866 à Montbéliard avec Sophie Louise Boissard, et son unique fille Louise naît le 7 juin 1867.
En 1890, Contejean, rentre à Montbéliard après 28 ans d’absence. Il finalise l’herbier de la flore de Montbéliard et continue sa collaboration active pour la SEM dans les domaines botanique, climatologique et archéologique. En 1900, il habite Paris chez sa fille et son gendre et publie en 1902 ses deux derniers articles scientifiques : les 105e et 106e d’une longue carrière riche et diversifiée de près de 50 ans : Le climat de Montbéliard et Un dernier mot sur la flore de Montbéliard.
Le mercredi 13 février 1907, Charles Louis Contejean meurt à Paris. Il a décidé de se faire incinérer, technique récente et depuis peu autorisée par la loi (1887) mais pas par la religion. Il est inhumé le dimanche 17 février à Montbéliard. En 1943, le Conseil municipal de Montbéliard donne le nom de Charles Contejean à la rue anciennement des Jardins. En 1982, son Glossaire est republié et enrichi par la SEM.
En 2008, le muséum Cuvier de Montbéliard a organisé une exposition temporaire : Charles-Louis Contejean, naturaliste montbéliardais (1824-1907), du 26 mars au 18 mai 2008 au Musée Beurnier-Rossel.

## Contejean et la «science aimable»
Contejean est initié à la « science aimable » par Pierre-Frédéric Wetzel (1764-1844), botaniste amateur passionné. À partir de 1848, les relations scientifiques qu'il noue avec Jules Thurmann (1804-1851) de Porrentruy orientent sa réflexion vers l'influence physique des terrains exercée sur la végétation. En 1850, la Société médicale et scientifique qui ne s’appelle pas encore SEM, créait son Musée et Ch. Contejean est nommé premier conservateur. C'est en parallèle de cette activité qu'il réalise son herbier de la flore du pays de Montbéliard, publié en 1854 sous le titre Énumération des plantes vasculaires de la flore de Montbéliard. Dans ce travail, il introduit déjà la notion de station et énumère les localités botaniques les plus remarquables de la région. Par la suite, il apporte de nombreux compléments à ce travail.
Sa carrière professionnelle universitaire le conduisant hors du pays de Montbéliard, Contejean se familiarise alors avec les flores méditerranéenne, languedocienne et pyrénéenne. À Clermont-Ferrand, il étudie les plantes du Massif central et durant sa longue résidence à Poitiers, il visite tout le littoral atlantique. Il voyage encore beaucoup à l'étranger (bassin méditerranéen, Europe centrale et orientale) sans se départir de son intérêt pour la flore des nombreux pays visités. L'élargissement du champ de ses investigations conduit Contejean, à partir des années 1870, à la conclusion de la prépondérance de l'action chimique du sol, contrairement aux principes de Thurmann auxquels il avait adhéré à ses débuts. Ses thèses sont fortement affirmées et synthétisées dans Géographie botanique : influence du terrain sur la végétation, publiée en 1881. Il y souligne l'action prépondérante du calcaire et propose également la notion de station, subordonnée aux influences majeures du climat, à la nature chimique et à l'état physique du sol, qui préfigure celle de biotope. Cet ouvrage est considéré comme un des tout  premiers travaux sur l’écologie en France, science inventée en Allemagne vers les années 1860.
Contejean enrichit la flore montbéliardaise de 85 plantes, ce qui le place juste après Jean Bauhin et Charles Emmanuel Berdot (1738-1780) au nombre des nouvelles acquisitions. Cependant, s'il n'a pas décrit d'espèces originales, la nomenclature botanique renferme deux taxons qui portent son nom :
- Iberis contejeani Billot
- Teucrium × contejeani Giraudias

Si la première est typique du pays de Montbéliard, la seconde est un hybride de l’Ariège.
En 2007, la Société d’histoire naturelle du pays de Montbéliard et le muséum Cuvier de la Ville de Montbéliard ont ré-actualisé et ré-édité L’herbier du pays de Montbéliard – Charles Contejean (1824-1907).

## Contejean et la géologie
Grâce à sa rencontre, à la fin des années 1840, avec le botaniste et géologue de Porrentruy Jules Thurmann, Ch. Contejean s’initie à la géologie et en 1856, il part effectuer une Licence à la faculté de Besançon. Il soutient sa thèse le 20 juin 1859 (monographie de l’étage kimméridgien du Jura, de la France et de l’Angleterre).
Le Kimméridgien est un des terrains les mieux représentés dans le pays de Montbéliard. Cette thèse permet à Contejean d’affirmer le rôle prépondérant des fossiles dans la délimitation et la datation des terrains géologiques, comme l’avait montré Georges Cuvier en 1811.
En 1874, Contejean publie : Éléments de géologie et de paléontologie. L’ouvrage comprend 747 pages avec 467 figures. Cet ouvrage deviendra le livre de chevet de plusieurs générations d’étudiants en géologie et paléontologie à la fin du XIXe siècle.

## Contejean, observateur du climat au quotidien
J. Thurmann, décide à la fin des années 1840 de créer une ligne d’observateurs en météorologie, de Porrentruy à Montbéliard. Ch. Contejean, qui se passionne pour cette science toute nouvelle, adhère au projet et devient l’élément moteur pour le pays de Montbéliard.
Entre 1846 et 1855, il note toutes les informations climatiques qu’il peut relever : la température à heure fixe (les minima à 6 heures du matin), les vents, la pluie, le gel, la neige, le soleil, puis les dates de floraisons et des récoltes… D’autre part, Ch. Contejean fait l’inventaire de toutes les sources d’informations météorologiques antérieures à 1800 sur le pays de Montbéliard (neige, gelées, inondations, tremblements de terre, sécheresse, orages, vendanges, moissons…) au travers des ouvrages et des manuscrits. Il publie ainsi bon nombre d’articles regroupant et synthétisant toutes ses données ; le dernier, daté de 1902, représente un bilan des 62 ans de relevés climatiques effectués sur le pays de Montbéliard.
Dans La lune rousse au Pays de Montbéliard Ch. Contejean s’attaque à une tradition : le curieux refroidissement qui aurait lieu systématiquement au cours des mois d’avril et de mai, et que l’on nomme « la lune rousse », bien que les dernières gelées printanières n’aient aucun lien avec notre satellite. En fait, elles sont liées au vent de Lorraine qui souffle du nord-ouest et rafraîchit l’air tout en apportant de l’humidité. Son nom patois est greme beloche : « qui détruit les prunes ».
Au cours de sa carrière, Ch. Contejean associe régulièrement deux de ses passions aux liens très forts : le climat et la géologie. Ainsi, plusieurs publications évoqueront les glaciers, leur action géologique, et l’histoire des climats à travers les temps. Nous sommes au tout début de la compréhension de la glaciologie.

## Contejean philologue
À partir des années 1870, Charles Contejean s’intéresse au patois parlé à Montbéliard, dont le déclin, dans le dernier quart du XIXe siècle, l’incite à en réunir les dernières traces. Il publie en 1872, six fables en patois montbéliardais librement inspirées de fables de Monsieur de La Fontaine.
Le 2 octobre 1874, Ch. Contejean adresse le manuscrit du Glossaire du patois de Montbéliard que la Société d’émulation de Montbéliard publie en 1875. Des 48 fables que Contejean a écrites, 16 seulement seront publiées. Le Glossaire comprend plus de 4 000 mots ou expressions en patois, de nombreux textes et les règles d’orthographe et de grammaire. Contejean définit géographiquement le patois de Montbéliard comme le langage rustique de l’ancienne principauté dont les frontières seraient Champey et Chagey au nord, Nommay, Dambenois, Allejoie et Badevel au nord-est, Mandeure au sud et Beutal à l’ouest. Il s’agit donc d’une région centrée sur Montbéliard, de quelques kilomètres de rayon et seulement en pays protestant. En 1982, la SEM ré-édite dans son intégralité le Glossaire de Contejean en intégrant le Supplément publié par lui en 1899.

## Contejean et la zoologie
En 1868, Ch. Contejean s’intéresse à un domaine qui ne l’avait jamais vraiment passionné jusqu’alors : la zoologie. il s’intéresse à la classification des mammifères. Cela correspond à un cours qu’il donne à la faculté de Poitiers, qu’il publie dans deux articles successifs en 1868, puis en 1872. Une partie de ses cours zoologiques ont été publiés en 1875 par Ferdinand Dassy (auteur de La physiologie expérimentale et Le Roman expérimental ; Claude Bernard et M. Zola en 1881 sous le pseudonyme de René Ferdas).

## Les Carnets de voyage de Ch. Contejean (1882-1888)
À partir de 1882, Ch. Contejean entreprend des voyages touristiques autour du bassin méditerranéen, jusqu’en 1888. En septembre 1882, il se rend à Naples et fait l’ascension du Vésuve ; puis il gagne la Sicile et après avoir gravi l’Etna, se rend sur les sites archéologiques de Syracuse et d’Agrigente (aujourd’hui Girganti). En septembre 1883, il revient à Naples mais pour se rendre dans l’île d’Ischia, où deux mois auparavant, eut lieu le tremblement de terre le plus dévastateur de l’histoire de cette petite île. En septembre 1885, il traverse pour la première fois la Méditerranée et visite Tunis pour arpenter les ruines de Carthage. De la Tunisie, il se rend en Algérie à Constantine puis descend vers le sud dans le désert d’abord à Biskra, puis à Mécharia afin de voir de ses propres yeux la mer de l’Alfa, graminée (Stipa tenacissima L) qui se présente en touffes denses. Sûrement, revient-il en France via l’Espagne et Malaga où il assiste à l’exécution d’un condamné à mort. En septembre 1886, il se rend au Portugal et en septembre 1890, son rêve se réalise, puisqu’il visite Constantinople et la péninsule hellénique.
Au cours de ses voyages, il utilise le tout premier guide touristique de poche : le Baedeker. Contejean publie ses carnets de voyage, au nombre de 11 publications. L’ensemble des carnets de voyages a été réédité par le muséum Cuvier de la Ville de Montbéliard en 2008.

## Sélection de publications
- Charles Louis Contejean, Jules Thurmann, notice biographique, Montbéliard, H. Barbier, 1855 (lire en ligne)
- Charles Louis Contejean, Esquisse d'une description physique et géologique de l'arrondissement de Montbéliard, Paris, 1862 (lire en ligne)